# La furia del viento
La furia del viento (título original: Slipstream) es una película británica de ciencia ficción de 1989 dirigida por Steven Lisberger y protagonizada por Bob Peck y Mark Hamill y Kitty Aldridge.

## Argumento
Un funcionario del gobierno y su compañera persiguen a un fugitivo para capturarlo. Desgraciadamente para la pareja, el fugitivo es secuestrado por un explorador inconformista que busca el rescate. Los funcionarios deciden entonces endurecer la captura y persiguen para ese propósito a ambos individuos hasta la cantera que sirve de refugio a sus raptores. Sin embargo la cosa se pone peligrosa cuando el aventurero y su cautivo entran en el 'slipstream', un viento muy peligroso que asola la Tierra.

## Reparto
| Actor          | Papel              |
| -------------- | ------------------ |
| Bob Peck       | Byron              |
| Mark Hamill    | Tasker             |
| Kitty Aldridge | Belitski           |
| Bill Paxton    | Matt Owens         |
| Susan Leong    | Abigail            |
| Alkis Kritikos | Cocinero 'Petrois' |
| Tony Alleff    | Camarero           |

## Producción
El filme fue rodado en localizaciones naturales de Turquía e Irlanda.

## Recepción
La producción cinematográfica solo tuvo un estreno muy limitado en Reino Unido y fue allí un fracaso de taquilla total. Adicionalmente ni siquiera se estrenó en Estados Unidos y fue a pasar directamente a ser distribuida en video. También llevó a su productor Kurtz, que contribyó a la creación de la saga Star Wars, a la bancarrota.
En el presente, la producción cinematográfica ha sido valorada en portales cinematográficos. En IMDb, con aproximadamente 2900 votos registrados el filme obtiene una media ponderada de 4,7 sobre 10.